# 크워부츠크

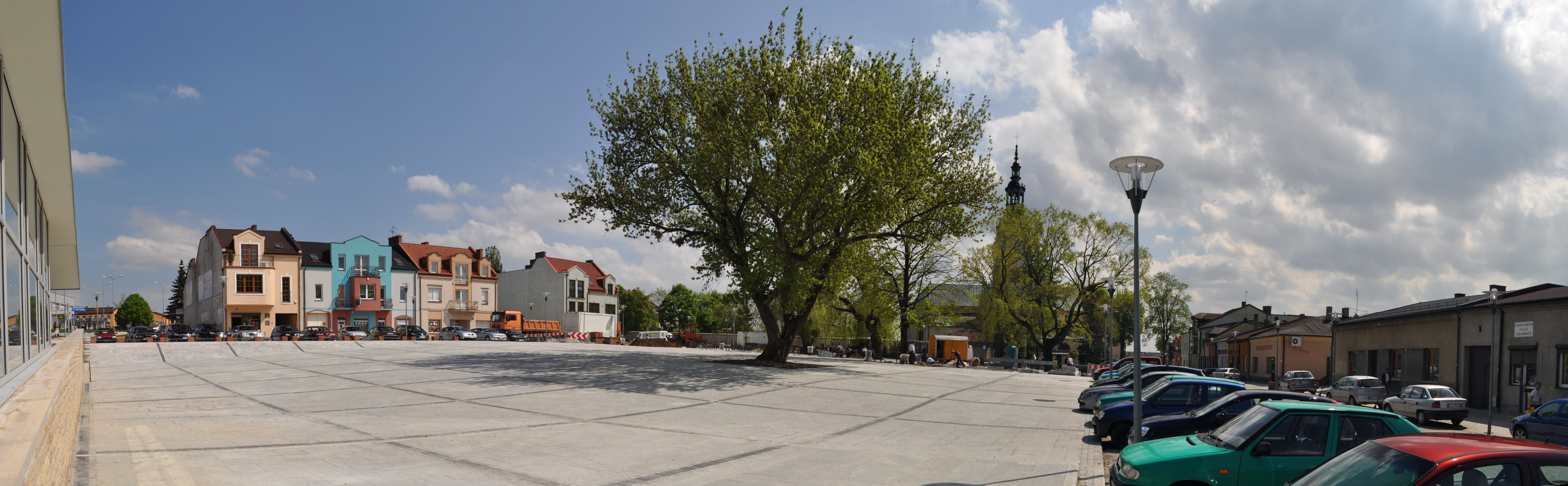
크워부츠크 시장 광장

크워부츠크(폴란드어: Kłobuck, 독일어: Klobutzko 클로부츠코[*])는 폴란드 남부 실롱스크주에 위치한 도시로 면적은 47.53km2, 높이는 240 ~ 284m, 인구는 13,061명(2016년 기준), 인구 밀도는 270명/km2이다.

시기
시 문장

## 지리
쳉스토호바에서 북서쪽으로 약 15km 정도 떨어진 곳에 위치한다. 폴란드의 역사적 지역 가운데 하나인 마워폴스카(소폴란드) 지방에 위치하며 비엘코폴스카(대폴란드), 실롱스크(실레시아) 지방과의 경계 지점과 가까운 편이다.
도시의 전체 면적 가운데 약 20%가 숲에 둘러싸여 있다. 북서쪽으로는 비엘룬, 남동쪽으로는 쳉스토호바와 연결되어 있는 폴란드 국도 제43호선이 이 곳을 지나간다.

## 역사
1339년 카지미에시 3세 국왕으로부터 도시 지위를 부여받았다. 마워폴스카 지방과 비엘코폴스카 지방 사이에 위치한 상업의 중심지로 여겨졌으며 북서쪽으로는 포즈난, 남서쪽으로는 브로츠와프를 연결하는 도로가 형성되었다.
1793년에는 제2차 폴란드 분할에 따라 프로이센 왕국에 편입되었고 1870년부터 1917년까지는 러시아 제국의 지배를 받았다. 제2차 세계 대전이 진행 중이던 1939년 9월 1일에는 이 곳에서 모크라 전투가 벌어졌다.